# Puig del Portell
El Puig del Portell és una muntanya de 477 metres que es troba al municipi de Darnius, a la comarca catalana de l'Alt Empordà.